# 勉阳街道
勉阳街道，是中华人民共和国陕西省汉中市勉县下辖的一个街道办事处。
2015年，陕西省民政厅批复同意撤销勉阳镇，设立勉阳街道办事处。

## 行政区划
勉阳街道下辖以下地区：
地钢社区、高潮社区、东风社区、马营社区、联盟社区、火花社区、旧州村、贾旗村、西寨村、仓台村、驸马村、边寨村、黄家沟村、西坝村、舒坪村和继光村。